# Batalha de Klokotnitsa
A Batalha de Klokonitsa (em búlgaro:  Битката при Клокотница - Bitkata pri Klokotnitsa) ocorreu em 9 de março de 1230 perto da vila de Klokonitsa (na atual província de Haskovo, na Bulgária). Como resultado, o Império Búlgaro emergiu novamente como o mais poderoso estado na Europa Oriental ao mesmo tempo que o poder do Despotado de Epiro evanesceu. A batalha é geralmente considerada pelos historiadores como sendo a mais afortunada e frutuosa batalha na história militar da Bulgária.

## Origens do conflito

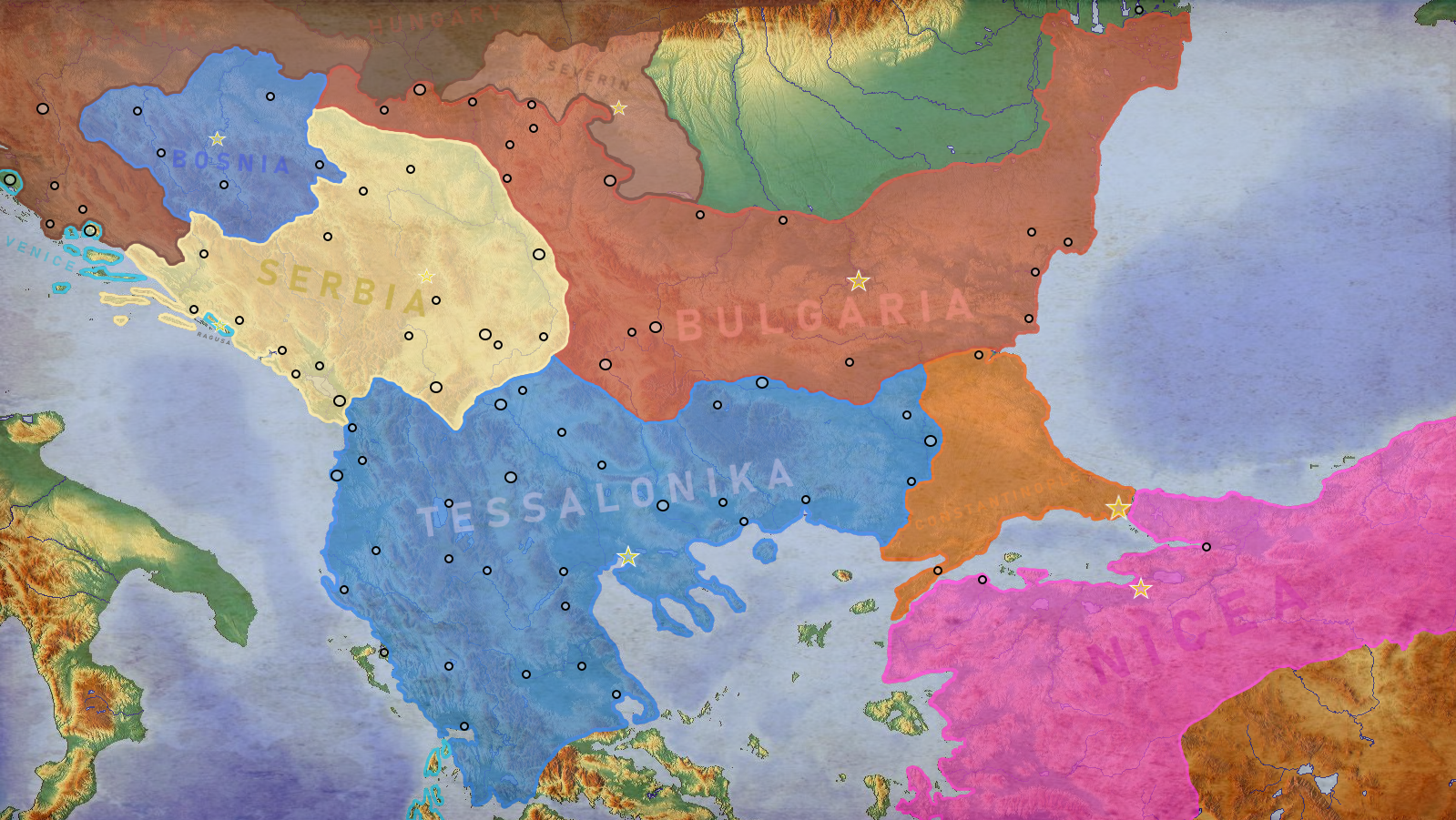
O império de tessalonikita no seu maior tamanha.

Por volta de 1221-1222, o imperador búlgaro João Asen II firmou uma aliança com Teodoro Comneno Ducas de Epiro. Seguro com o tratado, Teodoro conseguiu tomar a Tessalônica do Império Latino, além das terras búlgaras na Macedônia, incluindo Ácrida. Após a morte do imperador latino, Roberto de Courtenay, em 1228, João Asen II já era considerado o candidato mais provável para ser o regente do jovem Balduíno II. Ele, por sua vez, acreditava que a Bulgária seria o único obstáculo em sua ascensão ao trono de Constantinopla e então, no início de março de 1230, Teodoro invadiu o território de seu aliado sem uma declaração formal de guerra, quebrando assim os termos do tratado.

## A batalha
Teodoro Comneno Ducas juntou um enorme exército, que incluía mercenários ocidentais. Ele estava tão confiante em sua vitória que levou consigo toda a corte real, incluindo sua esposa e filhos. Seu exército marchou vagarosamente, saqueando tudo o que encontrava pelo caminho. Quando o tsar búlgaro soube da invasão, ele juntou uma pequena força - talvez alguns milhares de homens - e rapidamente marchou para o sul. Em quatro dias, as forças búlgaras cobriram uma distância equivalente a que as tropas de Teodoro haviam marchado em uma semana.
Em 9 de março, os dois exércitos se encontraram perto da vila de Klokonitsa. Acredita-se que João Asen II tenha ordenado que o texto do tratado de paz quebrado fosse preso à sua lança para servir-lhe de bandeira. Ele era um ótimo tático e conseguiu cercar o inimigo, que estava ainda surpreso por encontrar uma força búlgara tão logo. A batalha prosseguiu até o pôr-do-sol e os epirotas foram completamente derrotados, com apenas uma pequena força, liderada pelo irmão do déspota, Manuel, conseguindo escapar. Todo o resto do exército foi morto ou capturado, incluindo a corte real de Epiro e o próprio Teodoro.

## Consequências

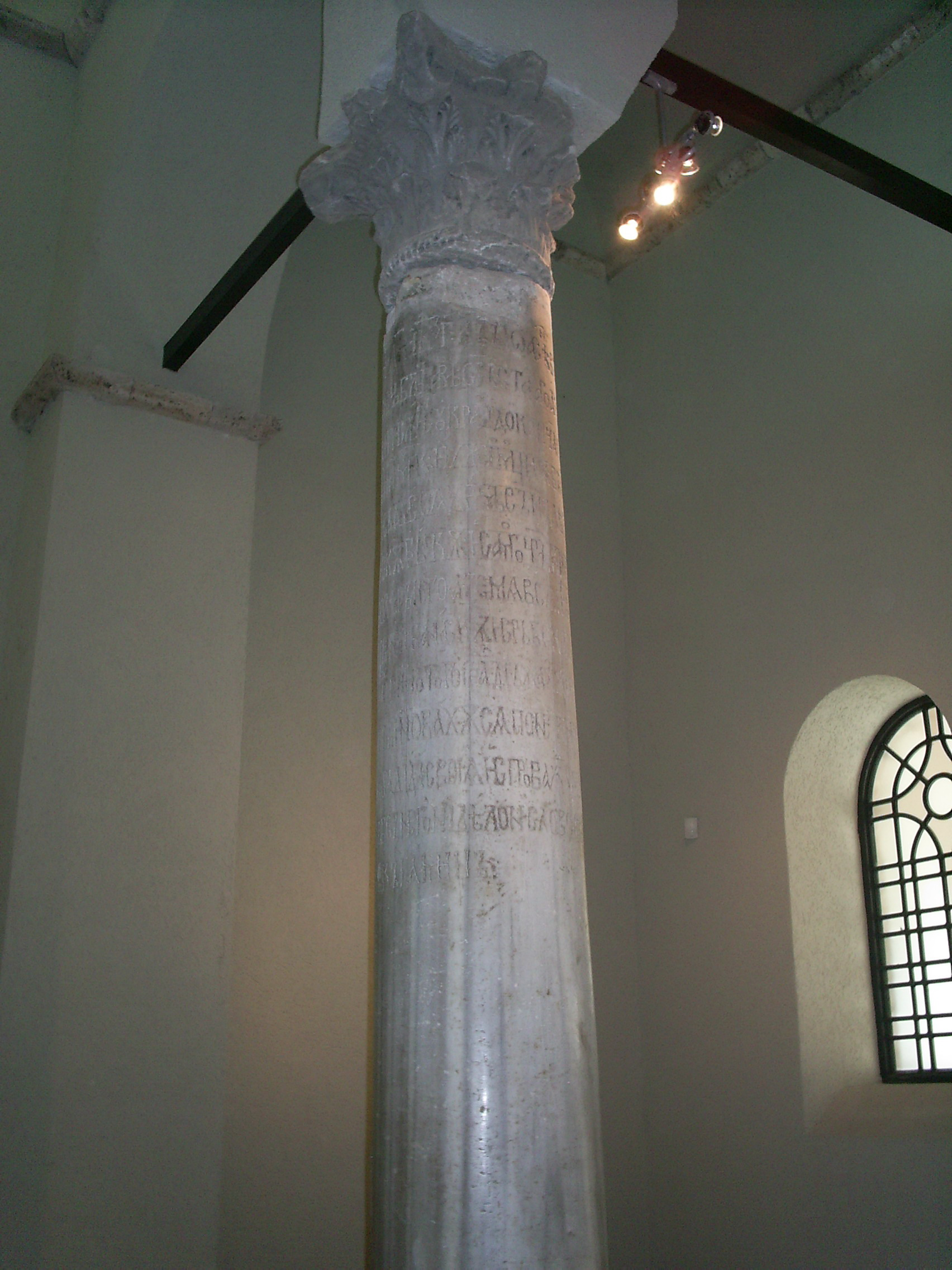
Coluna com a inscrição de João Asen II.

João Asen II imediatamente libertou os soldados capturados sem exigir nada, mas levou os nobres para Tarnovo. Sua fama como governante justo e misericordioso o precedeu daí em diante em sua marcha pelas terras de Teodoro Comneno e as terras búlgaras perdidas anteriormente foram retomadas sem resistência.

### A inscrição de Tarnovo de João Asen II
Para comemorar sua vitória na batalha, o tsar búlgaro mandou que uma inscrição fosse gravada em uma das colunas de mármore da Igreja dos Quarenta Santos Mártires na capital do Império Búlgaro, Tarnovo. Ela é considerada a mais acurada evidência dentre todos os documentos existentes sobre o resultado desta batalha:
| “ | No ano de 6738 [1230], terceira indicção. João Asen, por graça de Deus o verdadeiro tsar e soberano dos búlgaros, filho do velho tsar Asen, ergueu desde a fundação e decorou com obras de arte esta santa igreja em nome dos Quarenta Santos Mártires, que nos ajudaram no décimo-segundo ano de meu reinado quando este templo estava sendo decorado. Eu guerreei contra Bizâncio e derrotei o exército grego e capturei seu tsar, Kyr Teodoro Comneno, juntamente com todos os seus boiardos. E ocupei todas as suas terras, de Odrino [Adrianópolis] até Drach [Dirráquio], gregos e também albaneses e sérvios; e as cidades à volta de Constantinopla, que era governada pelos frizes [latinos], mas eles também foram subjugados pelo meu império; pois eles não tinham outro tsar que não eu e graças a mim eles sobreviveram, pois esta era a vontade de Deus, pois sem Ele, nenhum ato ou palavra se realiza. Glória a Deus para sempre, amém. | ” |
|   | — Inscrição do tsar João Asen II na Igreja dos Quarenta Santos Mártires em Tarnovo em homenagem à vitória de Klokonitsa em 9 de março de 1230 (in situ).. |   |